# ستارک
در کالبدشناسی جمجمه، به محل پیوند استخوان‌های پس‌سری، گیجگاهی و آهیانه، سِتارَک (انگلیسی: Asterion) می‌گویند. به ستارک گاه «نقطه مرسدس» هم می‌گویند زیرا شکل ستاره‌مانند آن به لوگوی مرسدس بنز شبیه است.
جراحان مغز و اعصاب از ستارک برای جهت‌یابی بهره می‌گیرند تا بتوانند برای برخی عمل‌ها نفوذی بدون خطر به داخل جمجمه داشته باشند.